# 香蕉零音樂
《香蕉零音樂》（日语： BANANA ZERO MUSIC），是NHK綜合頻道播放的音樂綜藝節目，由香蕉人所冠名，2016年4月23日開播，2018年3月3日結束。